# Виола, Джованни
Джова́нни Вио́ла (итал. Giovanni Viola; 20 июня 1926, Сан-Бениньо-Канавезе, Пьемонт — 7 июля 2008, Турин) — итальянский футболист, вратарь.

## Карьера
Джованни Виола начал карьеру в клубе «Ювентус», дебютировав в главной команде 10 февраля 1946 года в матче с клубом «Аталанта», а затем выступал по арендам в клубах «Каррарезе», «Комо» и «Луккезе», с которым он завоевал 8-е место, после чего «Юве» вернул футболиста, и Виола ответил на доверие клуба, выступая за него на протяжении 9 сезонов, в которых он провёл 242 матча (4-й результат среди вратарей «Ювентуса»), завоевав 3 «скудетто», в том числе и в сезоне 1957/58, в котором он провёл лишь одну игру. Завершил карьеру Виола в клубе серии В «Брешиа».
В сборной Италии Виола дебютировал 23 июня 1954 года в матче со сборной Швейцарии, в котором итальянцы проиграли 1:4, этот матч был последним для итальянцев на чемпионат мира, а затем играл в турне сборной по Южной Америке летом 1956 года. Всего за сборную Виола провёл 11 матчей.
После окончания карьеры Виола был тренером молодёжных составов «Ювентуса».

## Достижения
- Чемпион Италии (3): 1950, 1952, 1958